# Cốc Ái Lăng
Cốc Ái Lăng (tiếng Trung: 谷爱凌; bính âm: Gǔ Àilíng, sinh ngày 3 tháng 9 năm 2003), còn được biết với tên tiếng Anh là Eileen Feng Gu là một vận động viên trượt tuyết tự do Thế vận hội mang 2 quốc tịch Mỹ và Trung Quốc, thi đấu trong các bộ môn half-pipe, slopestyle, và big air.  Kể từ năm 2019, cô thi đấu cho Trung Quốc.
Tại Thế vận hội Mùa đông 2022, cô trở thành nhà vô địch trượt tuyết tự do nhỏ tuổi nhất khi giành được huy chương vàng trong môn big air ở tuổi 18.  Cô cũng là một người mẫu.

## Tuổi trẻ và giáo dục
Cô sinh ra tại San Francisco, California, Hoa Kỳ, vào ngày 3 tháng 9 năm 2003; cha cô là người Mỹ và mẹ cô là một người Trung Quốc. Mẹ cô là Cốc Yến (tiếng Trung: 谷燕; bính âm: Gǔ Yàn) đã di cư từ Trung Quốc đến Hoa Kỳ ở độ tuổi đôi mươi, ghi danh học tại các trường Đại học Auburn và Đại học Rockefeller. Trong lúc học tập tại Rockefeller, bà đã trượt tuyết lần đầu trong đời tại khu trượt tuyết Hunter Mountain ở tiểu bang New York, và chịu sự cuốn hút của môn thể thao này sau khi dọn đến Khu vực vịnh San Francisco và lấy bằng MBA tại Đại học Stanford. Tại đây, mẹ cô đã đưa con gái mình đến Lake Tahoe để tập trượt tuyết để có thể theo kịp mẹ. Theo Cốc, mẹ cô đã "vô tình tạo trong tôi một nhà trượt tuyết chuyên nghiệp."
Trong trang cá nhân Sina Weibo của mình vào ngày 1 tháng 3 năm 2021, Cốc Ái Lăng cho biết cô đã được công nhận là một ứng viên cho Chương trình Học bổng Tổng thống (Presidential Scholars Program) của Hòa Kỳ, với tư cách là một học sinh từ Trường Trung học Đại học San Francisco; tuy nhiên cô không nhận được học bổng này, và tốt nghiệp trung học sớm. Theo tờ Washington Post, với các thành tích thể thao và học tập của mình (trong đó có số điểm SAT là 1580), cô đã được tuyển vào Đại học Stanford, vốn là alma mater của mẹ mình.  Cô sẽ bắt đầu học sau khi thi đấu tại Thế vận hội Mùa đông 2022.

## Sự nghiệp

### Thể thao
Cốc Ái Lăng tham gia FIS Freestyle Ski and Snowboarding World Championships 2021, giành hai huy chương vàng trong các bộ môn Freeski Halfpipe và Freeski Slopestyle. Cô trở thành vận động viên trượt tuyết đầu tiên gianh hai huy chương vàng tại FIS Freeski World Championship. Cô cũng giành một huy chương đồng trong bộ môn Freeski Big Air. Trong sự kiện này, cô cũng bị thương ở bàn tay.
Năm 2021, cô trở thành phụ nữ đầu tiên thực hiện được thao tác forward double cork 1440.

#### Thế vận hội Bắc Kinh 2022
Tại Thế vận hội Mùa đông 2022, cô trở thành người trẻ tuổi nhất từng giành huy chương vàng trong bộ môn trượt tuyết tự do, giành giải này trong môn big air. Cô đã thành công trong lần đầu thực hiện thao tác double cork 1620, trở thành phụ nữ thứ nhì trong lịch sử thực hiện thành công thao tác này, chỉ sau Tess Ledeux cũng trong cuộc thi này trước đó.

#### Kết quả World Cup
Tấc cả các kết quả lấy từ Liên đoàn Trượt tuyết Quốc tế (FIS).
- 8 chiến thắng: 5 halfpipe, 2 slopestyle, 1 big air
- 12 lần trên bục huy chương: 6 halfpipe, 5 slopestyle, 1 big air

| Đại diện   | Mùa thi   | Ngày tháng        | Địa điểm                 | Bộ môn     | Place |
| ---------- | --------- | ----------------- | ------------------------ | ---------- | ----- |
| Hoa Kỳ     | 2018–2019 | 12 tháng 1, 2019  | Font Romeu, Pháp         | Slopestyle | 2     |
| Hoa Kỳ     | 2018–2019 | 27 tháng 1, 2019  | Seiser Alm, Ý            | Slopestyle | 1     |
| Trung Quốc | 2019–2020 | 7 tháng 9, 2019   | Cardrona, New Zealand    | Halfpipe   | 2     |
| Trung Quốc | 2019–2020 | 14 tháng 2, 2020  | Calgary, Canada          | Halfpipe   | 1     |
| Trung Quốc | 2019–2020 | 15 tháng 2, 2020  | Calgary, Canada          | Slopestyle | 1     |
| Trung Quốc | 2020–2021 | 21 tháng 11, 2020 | Stubai, Áo               | Slopestyle | 3     |
| Trung Quốc | 2021–2022 | 4 tháng 12, 2021  | Steamboat, Hoa Kỳ        | Big Air    | 1     |
| Trung Quốc | 2021–2022 | 10 tháng 12, 2021 | Copper Mountain, Hoa Kỳ  | Halfpipe   | 1     |
| Trung Quốc | 2021–2022 | 30 tháng 12, 2021 | Calgary, Canada          | Halfpipe   | 1     |
| Trung Quốc | 2021–2022 | 1 tháng 1, 2022   | Calgary, Canada          | Halfpipe   | 1     |
| Trung Quốc | 2021–2022 | 8 tháng 1, 2022   | Mammoth Mountain, Hoa Kỳ | Halfpipe   | 1     |
| Trung Quốc | 2021–2022 | 9 tháng 1, 2022   | Mammoth Mountain, Hoa Kỳ | Slopestyle | 2     |

Kết quả tính đến ngày 1 tháng 2 năm 2022.

### Người mẫu
Cô cũng có một sự nghiệp người mẫu thời trang, được cơ quan IMG Models đại diện. Tính đến tháng 1 năm 2022, cô đã tham gia một số chiến dịch quảng cáo, kể cả cho Fendi, Gucci, IWC Schaffhausen, Tiffany và Louis Vuitton. Cô cũng đã xuất hiện trên nhiều tạp chí, trong đó có Super Elle và Vogue+ China .

## Quốc tịch
Sinh ra tại Hoa Kỳ với cha là người Mỹ và mẹ là người nhập cư từ Trung Quốc, Cốc Ái Lăng đã thi đấu cho Trung Quốc từ năm 2019, khi cô xin phép thay đổi quốc gia đại diện với Liên đoàn Trượt tuyết Quốc tế. Mục đích của cô là thi đấu cho Trung Quốc trong Thế vận hội Mùa đông 2022. Với tuyên bố này, cô cho biết qua trượt tuyết mình hy vọng sẽ "giúp truyền cảm hứng cho hàng triệu người trẻ tuổi" ở Trung Quốc và "đoàn kết mọi người, phát huy sự hiểu biết chung, tạo liên lạc, và gây dựng tình hữu nghị giữa các quốc gia."
Cô không trả lời các câu hỏi được đặt ra về tình trạng quốc tịch của mình. Trung Quốc không công nhận song tịch; Lãnh sự quán Trung Quốc tại New York trả lời đài BBC rằng cô phải nhập tịch hoặc đăng ký sinh sống dài hạn tại Trung Quốc mới được phép thi đấu trong đội tuyển quốc gia. Trong các cuộc phỏng vấn, cô phát biểu, "Không ai có thể phủ nhận tôi là người Mỹ, không ai có thể phủ nhận tôi là người Trung Quốc" và "Khi tôi ở Hoa Kỳ, thì tôi là người Mỹ, nhưng khi tôi ở Trung Quốc, thì tôi là người Trung Quốc."

## Cuộc sống cá nhân
Cô được người mẹ và bà ngoại người Trung Quốc nuôi nấng nên có thể sử dụng thông thạo tiếng Quan thoại cũng như tiếng Anh. Cô có thể chơi dương cầm.
Vào tháng 3 năm 2021, cô cho biết đã nhận nhiều căm ghét sau khi quyết định thi đấu cho Trung Quốc, kể cả các đe dọa tính mạng và "thù ghét bất tận" trên mạng xã hội từ khi cô chỉ mới 15 tuổi.

### Các quan điểm
Cô là một nhà hoạt động cho phong trào Stop AAPI Hate chống tệ nạn phân biệt chủng tộc đối với người gốc Á và Thái Bình Dương ở Hoa Kỳ, và cũng đã phát biểu chống lại các hành động phân biệt chủng tộc đối với người gốc Á trong đại dịch COVID-19, sau vụ xả súng spa ở Atlanta và sau khi Vicha Ratanapakdee bị sát hại ở San Francisco. Cô cũng đã kể lại trải nghiệm bị phân biệt chủng tộc khi cô và bà ngoại bị một người đàn ông văng lời thóa mạ về việc người gốc Á gây nhiễm COVID-19 vào nước Mỹ khi ở một quán cửa hàng. Cô cũng ủng hộ phong trào Black Lives Matter. Cô từng được miêu tả là "một người ủng hộ mạnh sự bình đẳng giới tính và ủng hộ phụ nữ tham gia trong thể thao".
Dù có nhiều quan điểm chính trị Mỹ, cô từ chối bình luận về các đề tài chính trị liên quan đến Trung Quốc. Người đại diện của cô tại Mỹ là Tom Yaps, đã nói với tờ The Economist rằng "nếu [cô] tham gia một bài viết nào mà có hai đoạn chỉ trích Trung Quốc và nhân quyền, cô sẽ bị lao vào nguy hiểm ở đó. Cứ một việc là làm hư luôn sự nghiệp." Cô phải đối mặt với những câu hỏi khó trả lời, như tại sao một vận động viên sinh ra ở Mỹ, sống cuộc sống của một thiếu niên phương Tây - nhưng lại đại diện cho một đất nước có chính phủ đã bị chỉ trích rộng rãi vì vi phạm nhân quyền và những vụ đàn áp chống lại đòi hỏi tự do dân chủ.